# Ceratostylis longicaulis
Ceratostylis longicaulis är en orkidéart som beskrevs av Johannes Jacobus Smith. Ceratostylis longicaulis ingår i släktet Ceratostylis och familjen orkidéer. Inga underarter finns listade i Catalogue of Life.